# Таврійське (Перекопський район)
Таврі́йське (до 1948 року — Карт-Каза́к, крим. Qart Qazaq) — село Перекопського району Автономної Республіки Крим.
Розташоване на півночі району.
Відстань від райцентру до населеного пункта становить 4 кілометрів по прямій.